# Tomas Delininkaitis
Tomas Delininkaitis (Klaipėda, 11 giugno 1982) è un ex cestista lituano.

## Carriera
Con la Lituania ha disputato due edizioni dei Campionati mondiali (2006, 2010) e tre dei Campionati europei (2009, 2011, 2013).

## Palmarès

### Squadra
- Campionato lituano: 3

Lietuvos rytas: 2005-06
Žalgiris Kaunas: 2010-11, 2011-12
- Coppa di Lituania: 2

Žalgiris Kaunas: 2011, 2012
- ULEB Cup: 1

Lietuvos rytas: 2004-05
- Lega Baltica: 5

Lietuvos rytas: 2005-06, 2006-07
Žalgiris Kaunas: 2010-11, 2011-12
Prienai: 2016-17

### Individuale
- Lietuvos krepšinio lyga MVP finali: 1

Žalgiris Kaunas: 2011-12
- MVP Lega Baltica: 1

Prienai: 2016-17